# Чемпіонат Закарпатської області з футболу 2024
Чемпіонат Закарпатської області з футболу 2024 року — футбольні змагання серед аматорських команд Закарпаття, які проводилися обласною асоціацією футболу у Вищій та Першій лігах з 14 квітня по 20 жовтня.

## Вища ліга
Перед стартовим туром Вищої ліги анонсувалася участь у змаганнях команди СК «Карпати» (Рахів), однак колектив так і не зіграв жодної гри у рамках чемпіонату.

Підсумкова турнірна таблиця
| М | Команда                     | І  | В  | Н | П  | РМ    | О  |
| - | --------------------------- | -- | -- | - | -- | ----- | -- |
| 1 | «Севлюш» Виноградів         | 15 | 14 | 1 | 0  | 49−14 | 43 |
| 2 | «Медея» Оноківська громада  | 15 | 10 | 1 | 4  | 38−24 | 31 |
| 3 | СК «Тячів»                  | 15 | 9  | 0 | 6  | 30−21 | 27 |
| 4 | «Сокіл» Холмківська громада | 15 | 4  | 1 | 10 | 18−28 | 13 |
| 5 | «Бужора» Іршава             | 15 | 4  | 1 | 10 | 15−38 | 13 |
| 6 | ФК «Вишково»                | 15 | 2  | 0 | 13 | 14−39 | 6  |

## Перша ліга
Підсумкова турнірна таблиця
| М | Команда                            | І  | В | Н | П | РМ    | О  |
| - | ---------------------------------- | -- | - | - | - | ----- | -- |
| 1 | ФК «Заріччя»                       | 14 | 9 | 3 | 2 | 21−9  | 30 |
| 2 | СК «Мукачево»                      | 14 | 9 | 0 | 5 | 27−12 | 27 |
| 3 | «Зірка-SPAR» Лінці                 | 14 | 7 | 3 | 4 | 28−17 | 24 |
| 4 | «Лінці-Зірка» Середнянська громада | 14 | 6 | 4 | 4 | 22−15 | 22 |
| 5 | «Зірка» Онок                       | 14 | 5 | 2 | 7 | 23−30 | 17 |
| 6 | «Берегвідейк» Берегово             | 14 | 4 | 3 | 7 | 27−38 | 15 |
| 7 | ФК «Перечин»                       | 14 | 3 | 3 | 8 | 16−30 | 12 |
| 8 | «Лідер» Сторожниця                 | 14 | 3 | 2 | 9 | 18−31 | 11 |